# Metru (muzică)
Metrul muzical arată câți timpi (bătăi) sunt în fiecare măsură și care este durata unei bătăi.
Metrul muzical determină ritmul unei compoziții (în absența notelor accentuate special). Numărul de sus indică tipul de ritm. Numărul de jos indică rapiditatea acestui ritm în "interiorul" unei melodii.
Rapiditatea melodiei este indicată de tempo.

Exemple de metru muzical.

## Numărul de sus
Fiecare bătaie într-o măsură poate fi clar identificată la un tempo scăzut. La un tempo ridicat, pentru o măsură cu un număr relativ mare de bătăi, acestea sunt percepute în grupuri de trei. De exemplu, 9 bătăi pe măsură devin efectiv 3 bătăi pe măsură.
| Numărul de sus | Tempo scăzut | Tempo ridicat | Ritm la tempo ridicat |
| -------------- | ------------ | ------------- | --------------------- |
| 2              | 2            | 2             | + .                   |
| 3              | 3            | 3             | + . .                 |
| 4              | 4            | 4             | + . x .               |
| 6              | 6            | 2             | + .                   |
| 9              | 9            | 3             | + . .                 |
| 12             | 12           | 4             | + . x .               |

## Numărul de jos
Numărul de jos indică durata unei bătăi în note muzicale.
| Numărul de jos | Durata timpului (în parte din nota intreagă) |
| -------------- | -------------------------------------------- |
| 2              | jumătate                                     |
| 4              | un sfert                                     |
| 8              | o optime                                     |

## Comparații de ritm
Cât de rapid este perceput ritmul este determinat de intervalul dintre timpi accentuați.

### 3/4 și 2/4
Un metru 3/4 are 3 timpi (ritm + . . + . .) la fiecare 1/4. Un metru 2/4 are 2 timpi (+ . + .) la fiecare 1/4.

### 3/4 și 6/8
Metrul 3/4 este diferit de metrul 6/8, deși matematic 3/4=6/8.
Metrul 3/4 are 3 timpi la fiecare 1/4. Doar primul timp din trei este accentuat (ritm + . . + . .), prin urmare diferența intre timpi accentuați este de 3/4.
Metru 6/8 are 2 timpi la fiecare 3/8 (ritm + . + .), prin urmare un timp este accentuat la fiecare 3/8. Din această cauză metrul 3/8 reprezintă un ritm mai vioi decât metrul 3/4.

### 6/8 și 2/4
Nu există o corespondența directă între numărul de jos și cât de rapid este ritmul. Un  metru 2/4 indică un ritm mai rapid decât 3/8, pentru că are un timp accentuat la fiecare 1/4.

## Exemple
| Metru muzical | Exemple                      |
| ------------- | ---------------------------- |
| 2/4           | Marș, Polkă, Horă, Învârtită |
| 3/4           | Vals                         |
| 4/4           | Allemande (dans nemtesc)     |
| 6/8           | Jig (dans popular englezesc) |

## Alte posibilități
Un metru aditiv apare atunci când numărul de bătăi pe măsură este relativ mare dar nu se împarte la 3 (de exemplu 8). În acest caz, metrul este separat în metri 2/8 și 3/8, de exemplu un metru 8/8 devine (3+2+3)/8 cu un ritm (+ . . + . + . .). Această combinație este întâlnită în muzica populară de dans balcanică (bulgară sau macedoneană). Unele dansuri populare românești folosesc un metru 5/8 care poate fi redus la (3+2)/8 cu un ritm (+ . . + .).